# 431 до н. е.

## Події
- Консули Риму Тит Квінкцій Пен Цинціннат та Гней Юлій Ментон
- Перемога римлян над еквами та вольсками у битві біля Альгідських гір, під час битви, штурмуючи табір супротивника, консул Пен Цинціннат втратив руку
- Карфаген вперше відправив війська до Сицилії
- 87 олімпіада, рік 3
- Афіни відхилили ультиматум Спарти, беотійці захопили місто Платеї, що стало початком Пелопонеської війни — найбільшої в історії Стародавньої Греції війни між союзами грецьких полісів; пелопонесці під приводом царя Архідама грабують Аттику; Афіни переховують за міськими мурами сільське населення; місто переповнено біженцями
- 431/430 у Боспорі до влади приходить Селевк (431/0 — 427/6). Належність Селевка до Спартокідів під питанням

## Народились
- Діонісій I Сіракузький — сіракузький тиран.

## Померли
- (431/0) Спарток I — перший «тиран» Боспору, який започаткував династію Спартокіди
- Фідій (близько 500—331)